# Martín José Escudero Sirerol
Martín José Escudero Sirerol (Maó, Menorca, 1942) és un economista i polític menorquí, senador en la IV legislatura.
Llicenciat en Ciències Polítiques i Econòmiques, especialitat en Economia d'Empreses. Ha estat Professor numerari de Tecnologia Administrativa d'Instituts de Formació Professional i professor de Teoria Econòmica en la UNED. A les eleccions generals espanyoles de 1989 i 1993 fou senador per Menorca pel Partit Popular, partit del que ha estat portaveu a Maó.